# Tartarogryllus fadlii
Tartarogryllus fadlii är en insektsart som beskrevs av Defaut 1987. Tartarogryllus fadlii ingår i släktet Tartarogryllus och familjen syrsor. Inga underarter finns listade i Catalogue of Life.